# Longitarsus weisei
Longitarsus weisei là một loài bọ cánh cứng trong họ Chrysomelidae. Loài này được Guillebeau miêu tả khoa học năm 1895.